# Hichisō
Hichisō (七宗町?) è una cittadina giapponese della prefettura di Gifu.